# Batalha de Cissa
A Batalha de Cissa foi uma das primeiras batalhas da Segunda Guerra Púnica. Foi travada em 218 a.C. perto da colônia grega de Tarraco, no nordeste da Península Ibérica. Um exército romano, liderado por Cneu Cornélio Cipião Calvo, derrotou um exército cartaginês numericamente inferior liderado por Hanão, conquistando o controle do território ao norte do rio Ebro que Aníbal havia acabado de subjugar meses antes, no versão de 218 a.C.. Esta foi a primeira batalha dos romanos na Hispânia.

## Situação estratégica
Depois da vitória ao final do Cerco de Sagunto, Aníbal descansou seu exército. Então, no verão de 218 a.C., ele começou sua marcha até a península Itálica, com 90 000 homens na infantaria e mais 12 000 na cavalaria (segundo Políbio) ou com 46 000 na infantaria e 10 000 na cavalaria. Ele próprio havia passado o versão conquistando a região ao norte do rio Ebro e, depois de submeter as tribos iberas e deixando as cidades gregas intocadas, cruzou os Pirenéus para a Gália para continuar sua campanha. Para guardar o novo território, Aníbal deixou um contingente e, além disto, enviou mais 10 000 soldados, os mais relutantes, para Cartago.

## Preparativos romanos
A marinha romana havia sido mobilizada já em 219 a.C., com 220 quinquerremes construídos para a Segunda Guerra Ilírica. O cônsul Tibério Semprônio Longo recebeu 4 legiões (2 legiões romanas e 2 aliadas, cerca de 8 000 legionários, 16 000 soldados aliados, 600 cavaleiros romanos e 1 800 aliados) com instruções para invadir a África com 160 dos navios. Públio Cornélio Cipião recebeu 4 legiões (8 000 na infantaria romana e mais 14 000 na aliada, além de 600 cavaleiros romanos e mais 1 600 aliados) e suas ordens eram navegar para a Ibéria escoltado pelos 60 navios restantes. Porém, os gauleses boios e ínsubres do norte da Itália atacaram as colônias romanas na região, forçando parte da força de Cipião a retaliar. Para substituir este contingente, novas legiões tiveram que ser alistadas, o que atrasou sua partida.
Quando Aníbal estava marchando através da Gália, Cipião já havia desembarcado seu exército na cidade grega aliada de Massília. Ele então enviou uma patrulha a cavalo para o norte, chegando até a margem oriental do rio Ródano, onde teve que lutar com uma força equivalente da cavalaria leve númida (veja Batalha do Ródano). Depois de uma dura escaramuça, os romanos conseguiram expulsar os cartagineses. Cipião marchou para o norte a partir de sua base enquanto Aníbal vinha para o leste atravessando so Alpes. Chegando ao acampamento cartaginês já deserto, Cipião soube que Aníbal tinha três dias de marcha de vantagem e resolveu suas forças para a Ibéria sob o comando de seu irmão mais velho, Cneu Cornélio Cipião Calvo, que já havia sido cônsul em 221 a.C., enquanto ele próprio retornou para Roma.

## Prelúdio
Asdrúbal, o irmão mais novo de Aníbal, tinha 12 650 homens na infantaria, 2 250 na cavalaria e mais 21 elefantes para proteger as possessões cartaginesas ao sul do Ebro. Aníbal havia deixado ainda um certo Hanão com 10 000 homens e 1 000 na cavalaria para guarnecer o território recém-conquistado ao norte do Ebro. Este Hanão tem sido identificado por vários autores como um sobrinho de Aníbal (filho de Asdrúbal, o Belo), um irmão ou ainda um não-bárcida.
Cipião Calvo, com 20 000 de infantaria (2 legiões romanas e 2 aliadas), 2 200 de cavalaria e 60 quinquerremes, partindo de Massília e desembarcando em Empórios, na Ibéria. As cidades gregas de Empórios e Tarraco receberam bem os romanos e Cneu começou a vencer as tribos iberas ao norte do Ebro. Asdrúbal, depois de ter avisado a expedição romana, marchou para o norte com um exército de 8 000 soldados e 1 000 cavaleiros.

## Batalha
Hanão foi completamente surpreendido pela chegada dos romanos à Ibéria. Percebendo que o controle cartaginês sobre as recém-conquistadas tribos iberas estava se perdendo por causa das ações de Cipião Calvo, ele decidiu pelo combate. Hanão marchou e atacou os romanos bem ao norte de Tarraco, um local chamado "Cissa" ou "Kissa". Não houve manobras brilhantes ou emboscadas devastadoras: os exércitos se perfilaram e se atacaram. Estando em desvantagem numérica de dois para um, Hanão foi derrotado com relativa facilidade, perdendo 6 000 soldados no processo. Além disto, os romanos conseguiram capturar o acampamento cartaginês e, com ele, mais 2 000 soldados e o próprio Hanão. O acampamento guardava todos os suprimentos deixados para trás por Aníbal. Entre os prisioneiros estava ainda Indíbil, um influente líder ibero que causaria muitos problemas para os romanos no futuro. Finalmente, os romanos atacaram a cidade de Cissa que, muito para a frustração dos romanos, não tinha quase nada de valor que pudesse ser saqueado.

## Consequências
Cipião Calvo tornou-se o mestre da Ibéria ao norte do rio Ebro. Asdrúbal, chegando tarde demais para ajudar Hanão e ainda fraco demais para atacar os romanos, ainda assim cruzou o rio e enviou uma rápida coluna de cavalaria e infantaria leves num raide. Esta força encontrou alguns marinheiros romanos buscando suprimentos, o que reduziu a efetividade da frota romana na Ibéria, que só pôde contar a partir de então com 35 dos 60 navios que tinha. Ainda assim, a frota continuou atacando as possessões cartaginesas na Ibéria. O prestígio romano foi estabelecido na Ibéria enquanto o dos cartagineses diminuía. Depois de punir os oficiais encarregados do contingente de marinheiros pela falta de disciplina, Cipião e o exército romano invernaram em Tarraco. Asdrúbal recuou para Cartago Nova depois de guarnecer as cidades aliadas ao sul do Ebro.
Se Hanão tivesse de alguma forma vencido esta batalha teria sido possível para Aníbal receber reforços da Ibéria bárcida já em 217 a.C.. Esta batalha trouxe para Cipião os mesmos resultados na Ibéria que a Batalha do Trébia traria par Aníbal na Itália: assegurar uma base de operações e a conquista de algumas tribos locais como fonte de provisões e recrutas, além de interromper a comunicação terrestre entre Aníbal e suas bases na Ibéria. Ao contrário de Aníbal, Cipião Calvo não lançou de imediato uma campanha em território inimigo ao sul do rio. Ele também não abandonaria sua base como Aníbal fez logo em seguida. Cipião investiu tempo consolidando suas possessões, subjugando ou fazendo amizade com as tribos iberas e atacando o território cartaginês. Estas atividades lançaram a fundação para a iminente expansão romana para a Península Ibérica.